# Лебедев, Евгений Владимирович (партийный деятель)
 Евге́ний Влади́мирович Ле́бедев (1897 год, дер. Знаменка, Верхоленский уезд, Иркутская губерния, Российская империя — 8 апреля 1938 года, Хабаровск, РСФСР) — советский государственный и партийный деятель. Член коммунистической партии с 1918 года, председатель Читинского и Сахалинского окрисполкомов, Амурского облисполкома, исполняющий обязанности председателя Дальневосточного крайисполкома в 1937 году.

## Биография
Родился в семье мелкого служащего. В 1911 году, в 14 лет, начал работать приказчиком у владельца магазина в Нижнеудинске. Через год после начала Первой мировой войны, осенью 1915 года, был призван в армию. Служил в 7-й стрелковой дивизии, более 2-х лет провел на фронте, в 1917 году, после Февральской революции включился в политическую работу среди солдат. Избирался председателем ротного, а затем и полкового комитета, одновременно членом дивизионного комитета. Согласно официальной биографии, в октябре 1917 года находился в Петрограде и участвовал в захвате Зимнего дворца.

### Гражданская война
В феврале 1918 года вернулся в Верхнеудинск и вступил там в РСДРП(б). Летом 1918 года в составе пулемётной роты участвовал в боях против чехословаков и белогвардейцев, с отступающими частями прошёл от Слюдянки до Благовещенска. Когда 18 сентября 1918 года Благовещенск пал, он сначала скрылся, а затем устроился на работу в Прибайкалсоюзе. Там он возглавил подпольную партийную ячейку и по заданию подпольного комитета РКП(б) организовал тайную типографию, разыскал и отремонтировал старый печатный станок, вместе с членами партячейки раздобыл два пуда шрифта и возглавил работу по печатанию и распространению листовок.
В середине 1919 года по распоряжению подпольного ревкома был направлен в села Верхнеудинского уезда для организации восстания против формирований атамана Семенова и японских войск и ввёл его в состав Военно-революционного штаба Прибайкалья. Вскоре он становится руководителем партизанского рейда по сёлам Мензо-Акшинского района (в рейде участвовала и его будущая жена Анна Никитична Хохрякова). 25 января 1920 года на Бичурском съезде восставшего народа его избрали главнокомандующим всеми партизанскими отрядами Прибайкалья (по оценкам самого Лебедева — около 4000 пехоты и 1500 кавалерии). В этом качестве руководил военными операциями против гарнизона Селенгинска и рейдами на Петровский завод. 27 февраля 1920 года его силы соединились в селении Кудара с наступавшей из Иркутска Забайкальской группой войск. Командовал партизанскими отрядами при взятии Верхнеудинска 2 марта 1920 года. С начала марта 1920 года командовал Забайкальской бригадой Народно-революционной армии в составе Забайкальского, Тарбагатайского и Гашейского полков, с 19 по 22 марта командовал Забайкальской группой войск, затем расформированной. С 22 марта Лебедев командовал Забайкальской дивизией в составе 1 и 2 стрелковых бригад. В период неудачной Читинской операции в апреле 1920 года командовал резервом.
В июне 1921 года по решению Дальбюро ЦК РКП(б) был направлен в Приморье, где он командовал партизанскими отрядами Приханкайского района, затем был назначен начальником политотдела вооруженных сил Приморья.

### Советская работа
По рекомендации Дальбюро ЦК ВКП(б) постановлением Дальревкома с 17 ноября 1922 года был назначен заведующим отделом управления милиции отдела управления Дальревкома и, одновременно, начальником управления рабоче-крестьянской милиции Дальневосточной области. Его главной задачей было реорганизовать народную милицию Дальневосточной республики в Рабоче-крестьянскую милицию. В марте 1923 года был отозван из милиции и направлен на политическую работу в Приморье в качестве председателя Революционного комитета Никольск-Уссурийского уезда.
В 1924 году работал в Чите председателем Рабоче-крестьянской инспекции (РКИ). По сведениям Управления ФСБ по Хабаровскому краю, решением Забайкальского губкома РКП(б) от 24 июля 1925 года как старый активный партизан он был направлен на учёбу в военную академию.
Однако в ноябре того же года его избрают председателем исполнительного комитета Забайкальского губернского Совета, а 15 апреля 1927 года — председателем Читинского окружного исполкома. В 1929 — 1930 годах он занимал пост ответственного секретаря Сахалинского окружного комитета ВКП(б), а через некоторое время после ликвидации округов, в 1931 году был направлен в Москву для учёбы в Всесоюзной промышленной академии, а его жена — на московские двухгодичные курсы марксизма-ленинизма при ЦК ВКП(б). По окончании учёбы занимал должности председателя Амурского и Сахалинского облисполкомов, заместитель председателя Дальневосточного крайисполкома.

### 1937 год
В начале июня 1937 года был назначен исполняющим обязанности председателя Дальневосточного крайисполкома после того, как 4 июня был арестован прежний председатель Г. М. Крутов. Однако на этом посту он не проработал и трёх месяцев, был арестован в ночь с 23 на 24 августа 1937 года, 8 апреля 1938 года осужден к высшей мере наказания и в тот же день расстрелян в Хабаровске (другие данные 9 апреля 1938 года).
27 июня 1957 года Военной Коллегией Верхов¬ного Суда СССР приговор отменен и дело прекращено за отсутствием состава преступления.
В 1987 году решением Хабаровского краевого комитета КПСС он и его жена были восстановлены в партии (посмертно).

## Семья
В 1920 году женился на Анне Никитичне Хохряковой (28.11.1900 −27.05.1938), которую знал с 1918 года. В 1937 году она занимала должность секретаря партийной организации Дальневосточной железной дороги. Узнав об аресте мужа, произведённом в её отсутствии, А. Н. Хохрякова-Лебедева написала письмо 1-му секретарю Далькрайкома И. М. Варейкису, а в письме от 26 августа писала: 
«Честно работала в партии, со всей страстностью и злобой я разоблачала врагов народа, а у себя под носом, под боком проглядела. Проглядела, потому что маскировка и вероломство были чудовищными. <…>  ..он бесстыдно меня обвёл, усыпляя мою к нему бдительность. Ибо ни в ком другом, кого я разоблачала, я не ошиблась.
А. Н. Хохрякова-Лебедева была исключена из партии, арестована 27 сентября 1937 года и расстреляна 27 мая 1938 года. Их сын Лев Евгеньевич Лебедев (род.28.12.1926) был отправлен в детский дом, откуда его уже в ноябре 1937 года забрала бабушка и увезла из Хабаровска. Окончил физико-математический факультет Днепропетровского университета, кандидат физико-математических наук, доцент. Брат Е. В. Лебедева Николай Дмитриевич Лебедев в 1987 году обратился с ходатайством в Хабаровский крайком КПСС о восстановлении брата в партии посмертно.

## Память
Именем Е. В. Лебедева названа улица в городе Улан-Удэ.